# Korallbuske

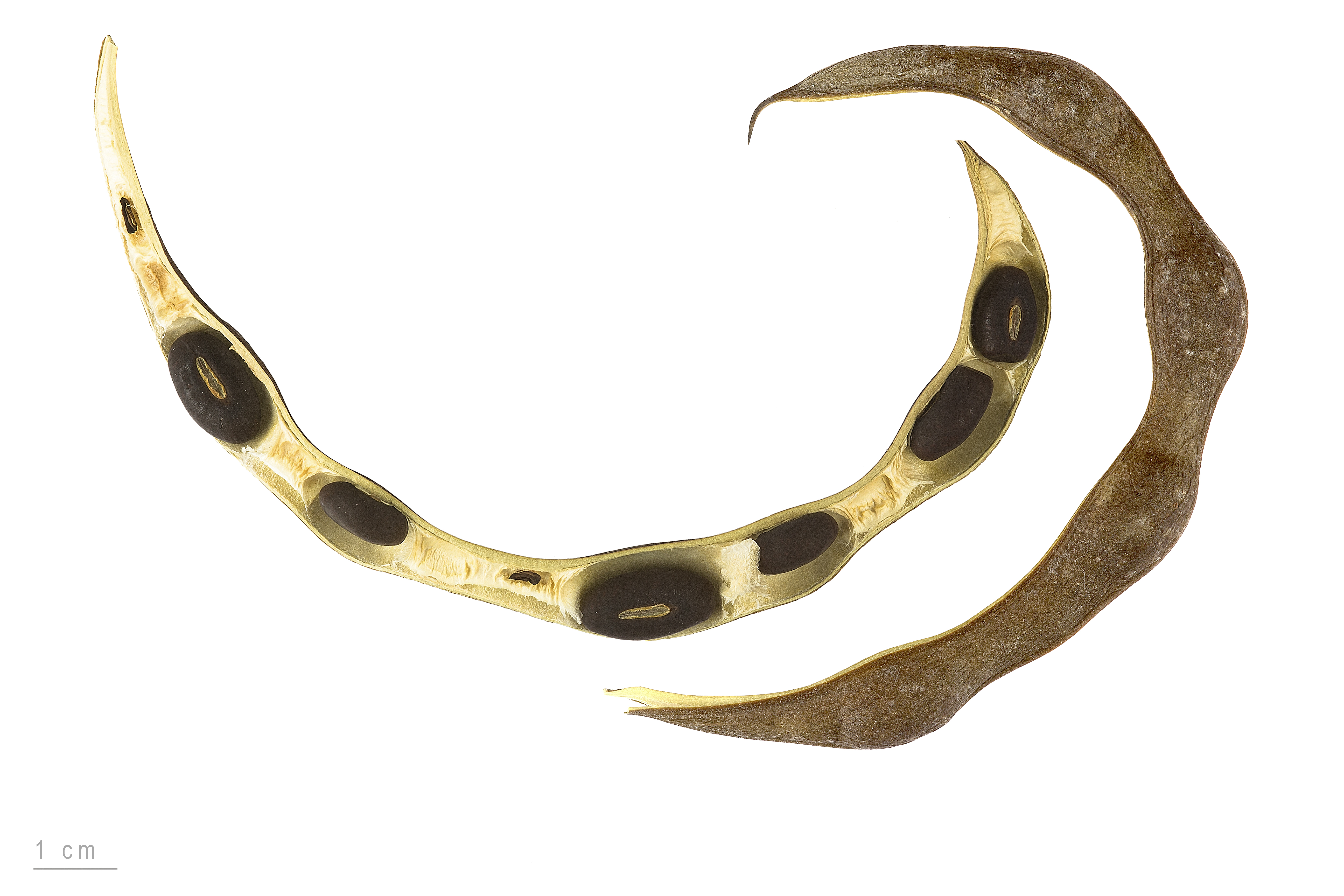
Erythrina crista-galli

Korallbuske (Erythrina crista-galli) är en ärtväxtart som beskrevs av Carl von Linné. Erythrina crista-galli ingår i släktet Erythrina och familjen ärtväxter. Inga underarter finns listade i Catalogue of Life.

## Bildgalleri

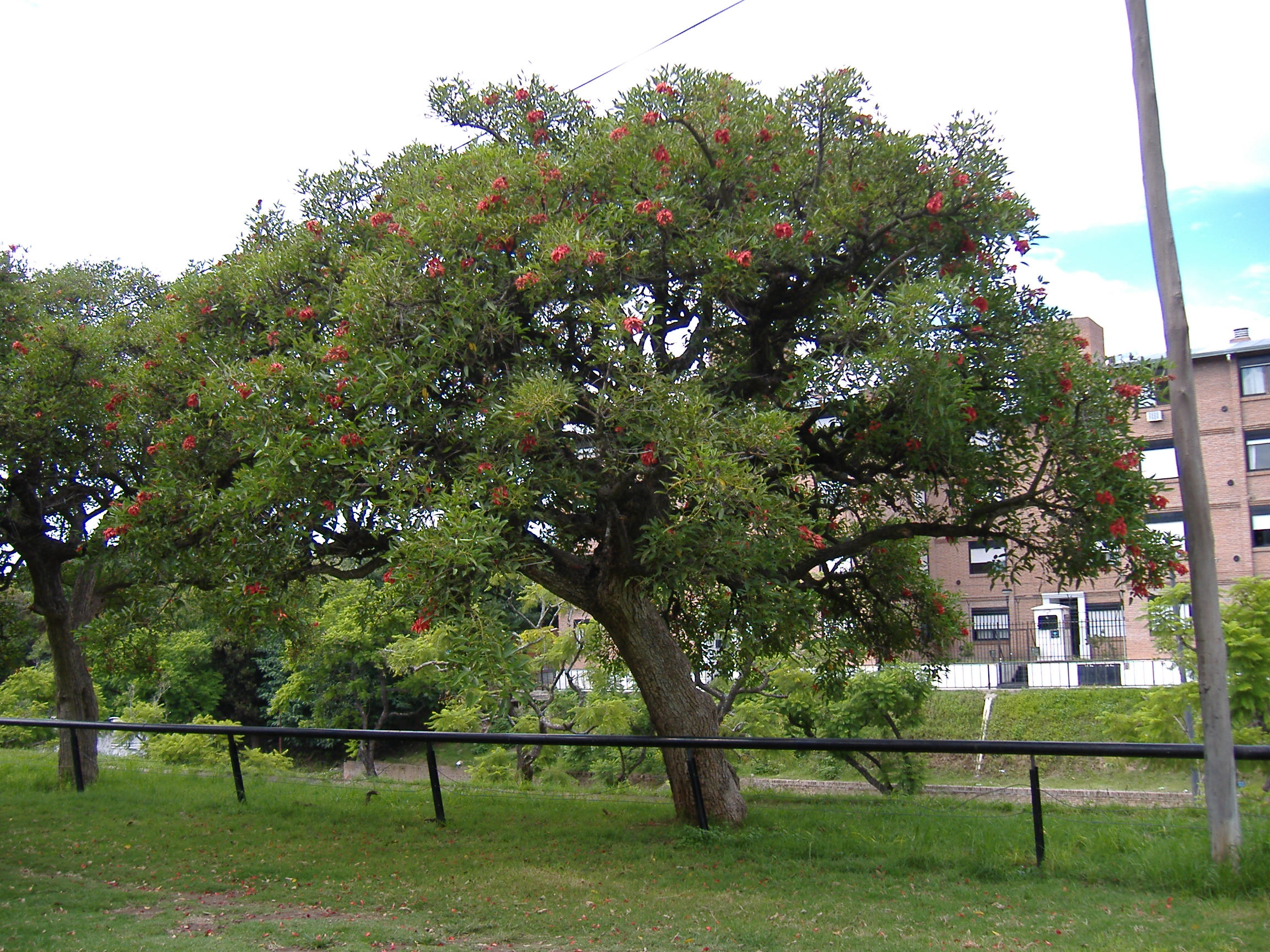
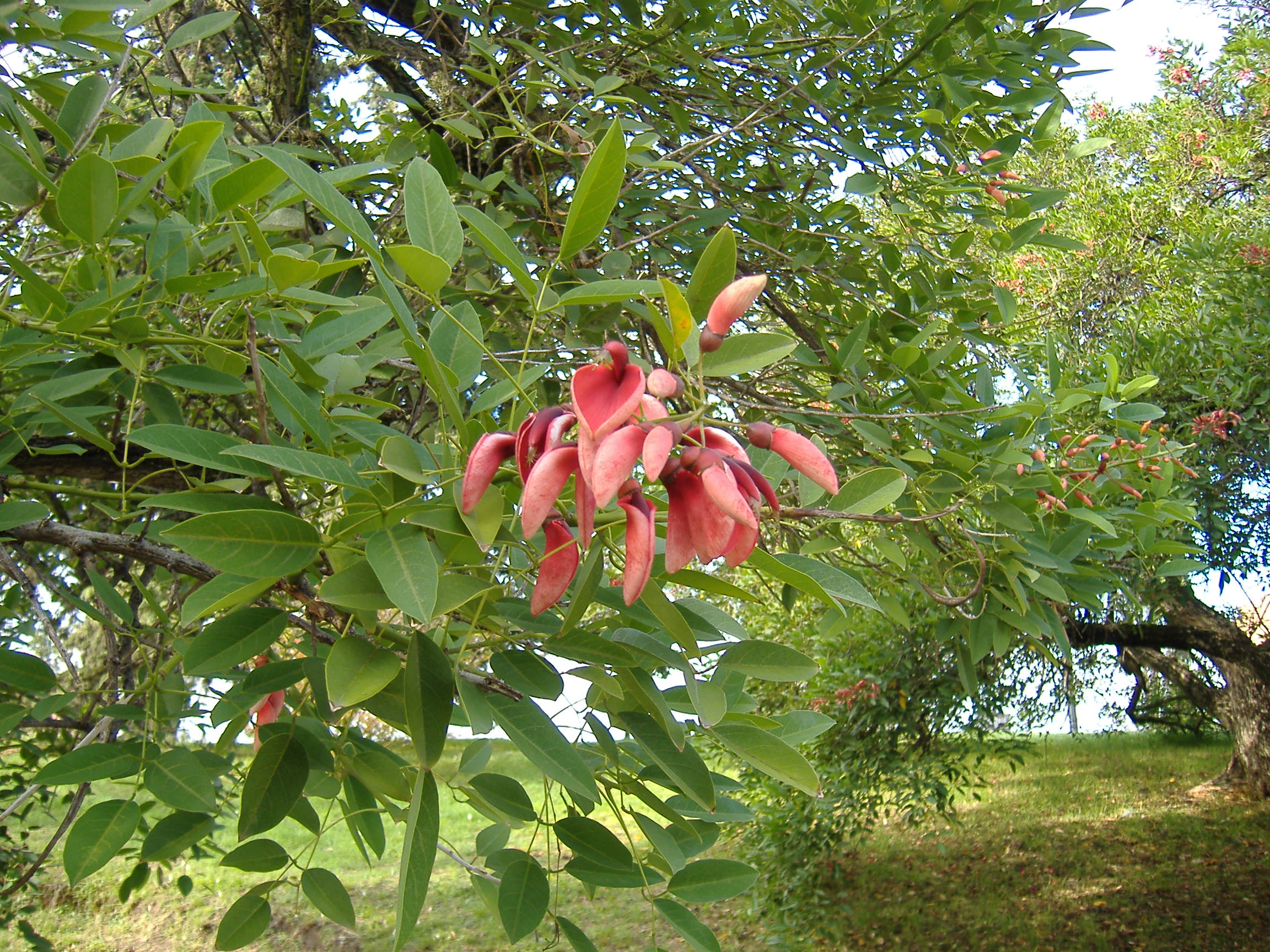
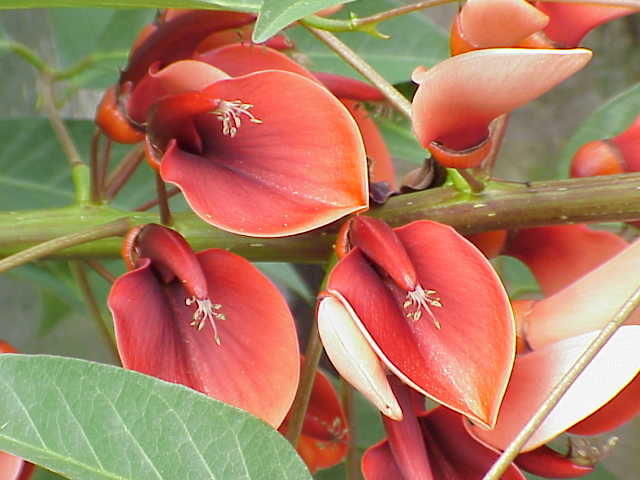
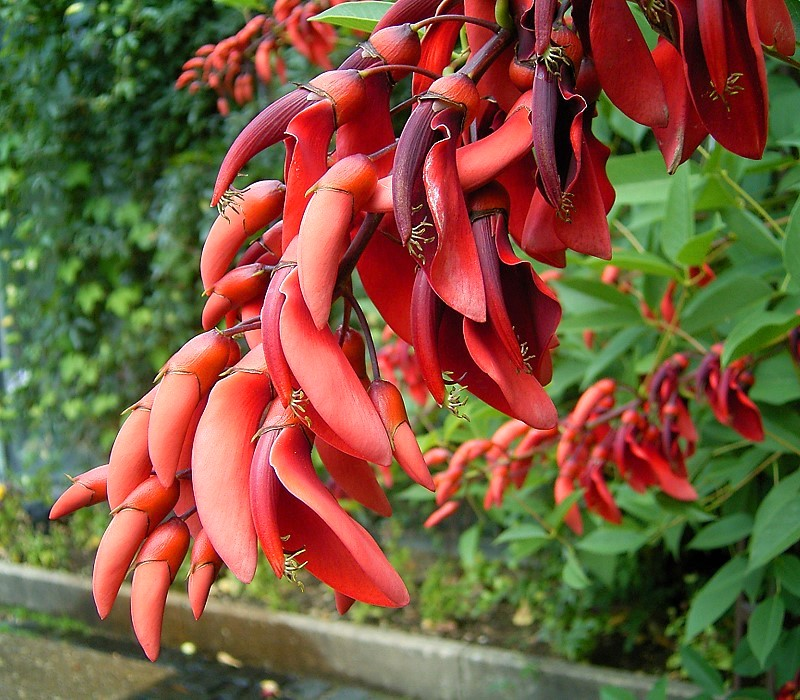
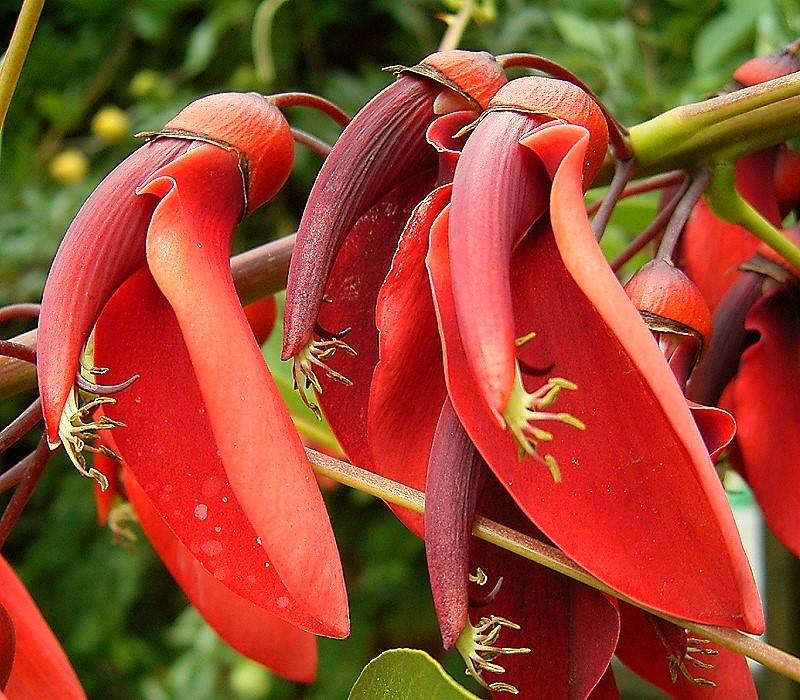
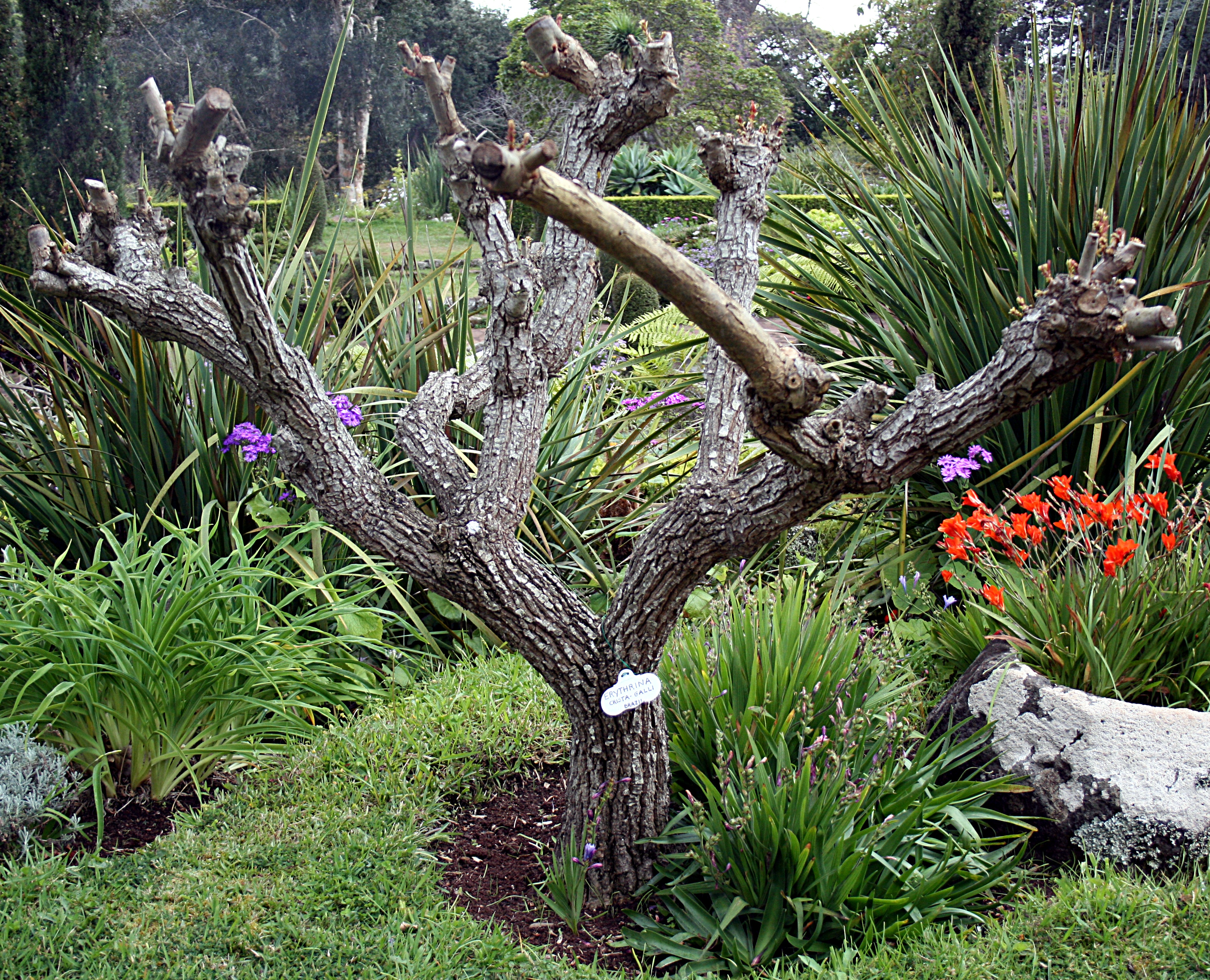